# Maurice Evans (baloncestista)
Maurice Eugene Evans (Wichita, Kansas, 8 de noviembre de 1978) es un exjugador de baloncesto estadounidense que disputó 9 temporadas en la NBA. Con 1,96 metros de altura, jugaba en la posición de escolta.

## Carrera

### Universidad
Evans acudió al Wichita Collegiate HS, de Kansas, donde fue elegido el Jugador del Año en 1997. Después, Reggie pasó sus dos primeras temporadas (1997-98 y 1998-99) universitarias en Wichita State, donde promedió 17.1 puntos, 4.6 rebotes y 1.4 asistencias. Como Freshman fue incluido en el Quinteto Missouri Valley Conference All-Newcomer tras promediar 12.1 puntos y 4.5 rebotes. En su temporada sophomore se fue hasta los 22.6 puntos y 4.6 rebotes. Sus mejores actuaciones fueron frente a Florida A&M, donde hizo 38 puntos en 27 minutos, y frente a Illinois State, con 33 puntos (8 triples incluidos).
Después de dos temporadas en los Shockers se marchó a la Universidad de Texas. Con Texas Longhorn firmó 15.6 puntos, 5.3 rebotes y 1.6 asistencias. Lideró el equipo en puntos y robos (1.16), y fue miembro del Quinteto Big 12 All-Newcomer en 2001, y en el Tercer Quinteto All-Big 12 Conference.

### Profesional

#### NBA
Sin cumplir su año sénior en la universidad, y con la fuerza física y la defensa como sus mejores atributos se presentó al draft de 2001. Sin embargo, no fue elegido y fichó por Minnesota Timberwolves como agente libre, donde solo disputó 10 partidos.

#### Europa
En 2002 se marchó a Grecia para jugar en Olympiacos BC, y en 2003 a Italia para hacerlo en la Benetton Treviso. 

#### Retorno a la NBA
Para la temporada 2004-05 volvió a la NBA de la mano de Sacramento Kings, donde se ganó un sitio en la liga para los próximos años. En los Kings jugó 65 partidos con promedios de 6.4 puntos y 3.1 rebotes en 19 minutos de media. Incluso llegó a jugar playoffs, pero solo la 1.ª ronda.
En la 2005-06 fichó por Detroit Pistons como agente libre, donde se encontró con su antiguo entrenador y amigo Flip Saunders, que le dio un rol de jugador suplente con 14 minutos por partido. En ese tiempo promedió 5.2 puntos.
El 28 de junio de 2006, los Pistons traspasaron a Evans a Los Angeles Lakers a cambio de los derechos de Cheikh Samb. En Lakers, dado el solar que existía en cuanto a banquillo, se ha encontrado con la temporada que más minutos ha disputado. Como consecuencia de esto, también se ha marcado su mejor temporada estadísticamente hablando con 8.4 puntos y 2.9 rebotes. El 25 de febrero de 2007 consiguió ante Golden State Warriors su mejor marca anotadora en la liga, 26 puntos.
En noviembre de 2007 fue traspasado, junto a Brian Cook, a Orlando Magic, a cambio de Trevor Ariza. Actualmente juega en Atlanta Hawks.
El 23 de febrero de 2011 fue traspasado a Washington Wizards junto con Mike Bibby, Jordan Crawford y una primera ronda de draft a cambio de Kirk Hinrich y Hilton Armstrong.

#### Retirada
Evans se retiró al término de la 2012-13 tras su paso por los Wizards.
En 2017, se une a los Killer 3's de la liga BIG3, jugando al lado de Charles Oakley (como jugador-entrenador), Chauncey Billups y Stephen Jackson.

## Estadísticas de su carrera en la NBA

### Temporada regular
| Año     | Equipo      | PJ  | PT  | MPP  | %TC  | %3P  | %TL  | RPP | APP | ROB | TPP | PPP |
| ------- | ----------- | --- | --- | ---- | ---- | ---- | ---- | --- | --- | --- | --- | --- |
| 2001–02 | Minnesota   | 10  | 0   | 4.5  | .474 | .000 | .750 | .4  | .4  | .0  | .0  | 2.1 |
| 2004–05 | Sacramento  | 65  | 11  | 19.0 | .442 | .329 | .756 | 3.1 | .7  | .6  | .1  | 6.4 |
| 2005–06 | Detroit     | 80  | 1   | 14.2 | .452 | .371 | .800 | 2.0 | .8  | .5  | .2  | 5.0 |
| 2006–07 | L.A. Lakers | 76  | 10  | 22.8 | .432 | .361 | .787 | 2.9 | 1.0 | .5  | .2  | 8.4 |
| 2007–08 | L.A. Lakers | 7   | 0   | 13.7 | .321 | .143 | .800 | 1.3 | 1.7 | .7  | .1  | 4.4 |
| 2007–08 | Orlando     | 68  | 47  | 23.9 | .489 | .396 | .691 | 3.1 | 1.0 | .6  | .1  | 9.3 |
| 2008–09 | Atlanta     | 80  | 25  | 23.0 | .432 | .395 | .822 | 3.0 | .7  | .6  | .1  | 7.2 |
| 2009–10 | Atlanta     | 79  | 5   | 16.7 | .445 | .337 | .754 | 1.9 | .6  | .4  | .2  | 5.7 |
| 2010–11 | Atlanta     | 47  | 12  | 17.8 | .393 | .315 | .857 | 1.8 | .6  | .3  | .1  | 4.5 |
| 2010–11 | Washington  | 26  | 12  | 27.4 | .439 | .346 | .933 | 2.8 | .6  | .7  | .4  | 9.7 |
| 2011-12 | Washington  | 24  | 0   | 14.3 | .402 | .378 | .769 | 1.0 | .4  | .6  | .0  | 4.9 |
| Total   | Total       | 562 | 123 | 19.4 | .442 | .363 | .785 | 2.5 | .7  | .5  | .2  | 6.7 |

### Playoffs
| Año     | Equipo      | PJ | PT | MPP  | %TC  | %3P  | %TL  | RPP | APP | ROB | TPP | PPP |
| ------- | ----------- | -- | -- | ---- | ---- | ---- | ---- | --- | --- | --- | --- | --- |
| 2004–05 | Sacramento  | 3  | 0  | 18.7 | .600 | .500 | .800 | 2.3 | 1.0 | .7  | .0  | 6.0 |
| 2005–06 | Detroit     | 16 | 0  | 6.3  | .533 | .636 | .875 | .9  | .2  | .1  | .1  | 3.3 |
| 2006–07 | L.A. Lakers | 5  | 0  | 16.4 | .385 | .385 | .000 | 1.6 | .6  | .4  | .0  | 5.0 |
| 2007–08 | Orlando     | 10 | 10 | 28.2 | .507 | .417 | .625 | 2.5 | .7  | .8  | .1  | 9.0 |
| 2008–09 | Atlanta     | 11 | 8  | 24.1 | .431 | .286 | .667 | 1.5 | .9  | .6  | .3  | 6.2 |
| 2009–10 | Atlanta     | 11 | 0  | 13.5 | .297 | .300 | .000 | 1.2 | .2  | .8  | .0  | 2.3 |
| Total   | Total       | 56 | 18 | 16.7 | .447 | .392 | .771 | 1.5 | .5  | .5  | .1  | 5.0 |